# Nicki Minaj
Onika Tanya Maraj-Petty, művésznevén: Nicki Minaj (Port of Spain, 1982. december 8. –) trinidadi rapper, énekesnő, dalszerző és színésznő.

## Élete
1982-ben született trinidadi szülők gyermekeként. Ötéves koráig Trinidadon éltek nagyanyjával (Trincony), ekkor Queensbe költöztek (New York), egyes források Queenst adják meg születési helyéül, míg mások Trinidadot. Apja alkoholista és kábítószeres volt, és egyszer felgyújtotta a házukat, hogy megölje a feleségét. Minaj az Elizabeth Blackwell középiskolába járt, majd a LaGuardia High Schoolban érettségizett. A LaGuardia zenei és előadóművészeti jellegű iskolában Minaj dráma tagozatra járt. Egy időben a bronxi Red Lobster étteremben dolgozott.
Minaj néhány mixtape-t készített, és szerepelt az XXL magazinban mint modell. 2008-ban az év női előadója lett az Underground Music Awards díjkiosztón. Több, már befutott előadó, köztük Mariah Carey, Ludacris, Usher, Christina Aguilera, Kanye West dalában is vendégszerepelt. 2009 áprilisában jelent meg Beam Me Up Scotty című mixtape-je, ami pozitív fogadtatásban részesült a BET és az MTV részéről. 2009 augusztusában Minaj leszerződött a Young Money Entertainmenthez.
Első albuma, a Pink Friday 2010. november 22-én jelent meg. Erről egy dal, a Massive Attack már áprilisban megjelent. Augusztusban jelent meg az album első hivatalos kislemeze, a Your Love, ami a 15. helyet érte el a Billboard Hot 100, a 7.-et a Hot R&B/Hip-Hop Songs és az elsőt a Rap Songs slágerlistán. Ezzel 2002 óta ő az első női rapper, aki szólószámmal kerül a lista élére. 2010 októberében ő lett az első női rapper, akinek hét dala szerepelt a Billboard Hot 100-on.

## Stílus és imázs
A Vibe magazinnak adott interjújában Minaj ezt nyilatkozta: „Miközben felnőttem, láttam, miket csinálnak a nők, és azt hittem, nekem is ezt kell tennem. Abban az időben a női rapperek sokat beszéltek a szexről, és azt hittem, ahhoz, hogy olyan sikeres legyek, mint ők, nekem is ezt kell képviselnem, mikor valójában nem kell.” Az Interview magazinban adott interjújában ezt mondta: „Tudatos döntést hoztam, hogy megpróbáljam kicsit levenni a hangsúlyt a szexualitásról. Szeretném, ha az emberek – főleg a fiatal lányok – tudnák, hogy az életben semmi nem fog a szexuális vonzerőn múlni, kell hozzá valami más is.”
Gyerekkorában sokszor volt tanúja szülei veszekedésének, emiatt álomvilágba menekült: szerepeket talált ki és ezeken keresztül élte az életét. A New York magazinban elmondta, hogy „hogy elmeneküljek mindattól a veszekedéstől, elképzeltem, hogy másvalaki vagyok. „Cookie” volt az első új egyéniségem, aki mellett egy darabig kitartottam. Utána jött „Haradzsuku Barbie”, aztán „Nicki Minaj”. A képzelet volt a valóságom. Kurva idegesítő kislány lehettem.”
Első albumához létrehozott még egy alteregót, „Roman Zolanski”-t. Kijelentette, hogy az olyan dalokban, mint a Trey Songzzal közös Bottoms Up, valójában nem Nicki rappel, hanem Roman Zolanski, de az olyan dalokban,mint az All I Do Is Win (Remix), Nicki az. Kijelentette, hogy az albumán a rajongók találkozhatnak Nickivel, Romannal és Onikával is.
Saját bevallása szerint zenei stílusára többek közt Lil Wayne, Lauryn Hill és Lil' Kim volt hatással.

## Magánélete

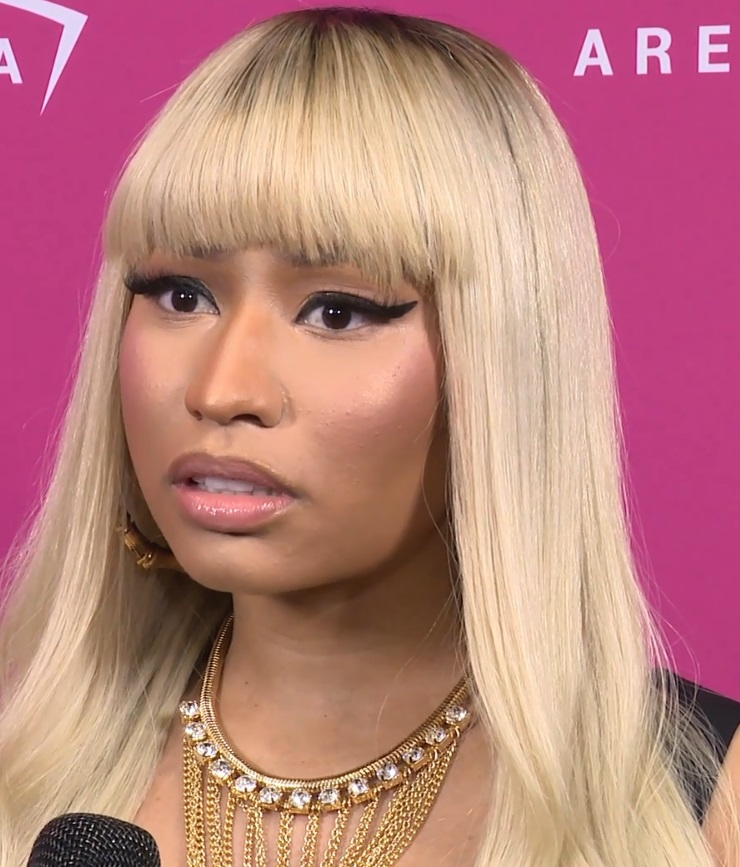
Interjú közben 2016-ban

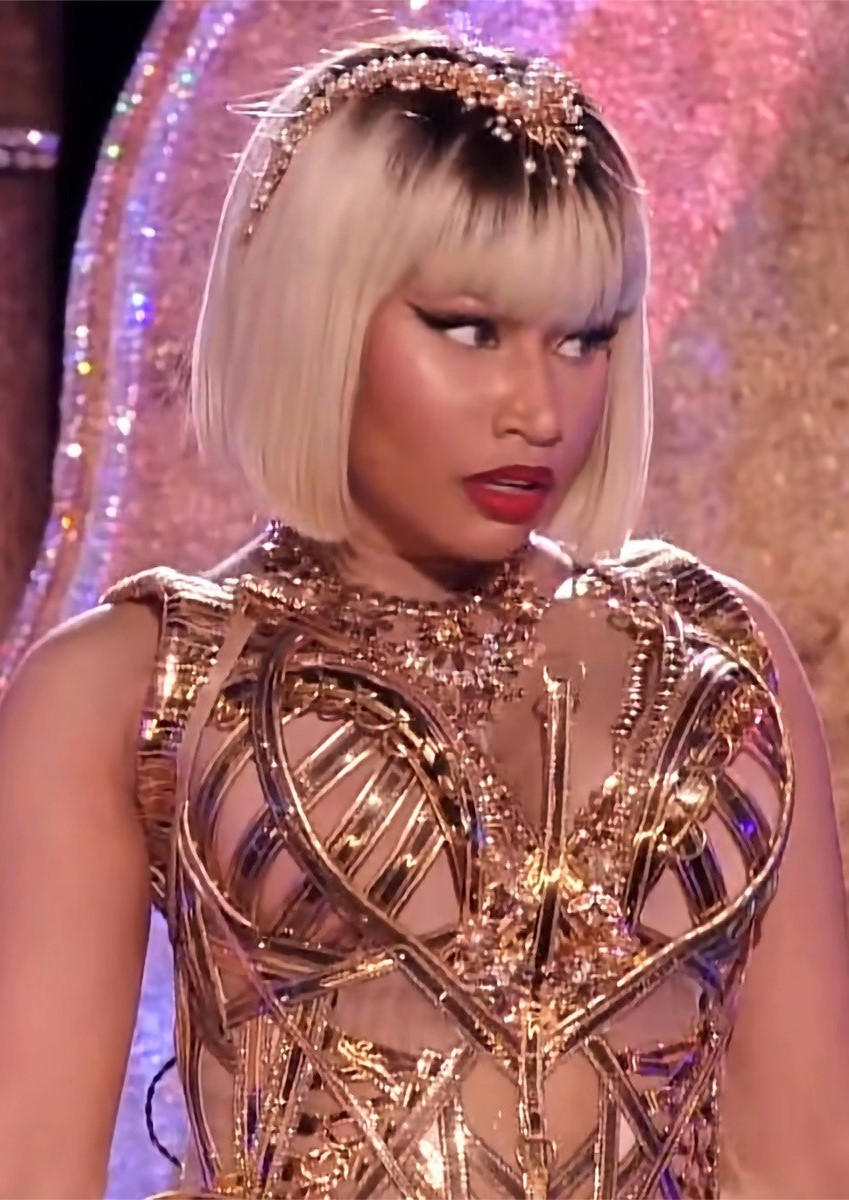
Fellépés közben a 2018-as MTV Video Music Awardson

Bár némelyik dala és egyes interjúk azt sugallják, hogy biszexuális, Minaj elmondta, hogy nem szokott járni vagy nemi kapcsolatot létesíteni más nőkkel. Az OUT magazinnak adott interjújában azonban elmondta, hogy férfiakkal sem jár. A Vibe magazinnak adott interjúja szerint: „Én elfogadok minden embert, bármilyen is az életvitele, és nem mondom nekik, hogy rosszak. És azt mondom, hogy a lányok gyönyörűek és szexik és ezt tudniuk kell, és ha senki nem mondja nekik komolyan, akkor majd én. De mindig azt érzem, hogy az emberek definiálni akarnak, én pedig nem akarom, hogy definiáljanak.” Az OUT-nak adott interjújában is megismételte, hogy nem szereti, ha felcímkézik. „Nem mindenki fekete vagy fehér. Annyi árnyalat van, és el kell érni, hogy az emberek nyugodtan elmondhassák, amit akarnak és amikor akarják.”
A Details magazin 2010 májusi számában szereplő interjúban megkérdezték tőle, úgy érzi-e, hogy a hiphop kezd elfogadóbbá válni a melegekkel szemben. Válasza: „Szerintem az egész világ kezd elfogadóbbá válni a melegekkel szemben, így a hiphop is. De azt már nehezebb elképzelni, hogy egy nyíltan meleg rappert elfogadnak. Az emberek úgy érzik, a melegek nem elég kemények. De szerintem még életemben látni fogunk egyet.”

## Diszkográfia

### Albumok
- Pink Friday  (2010)
- Pink Friday: Roman Reloaded (2012)
- The Pinkprint (2014)
- Queen (2018)
- Pink Friday 2 (2023)

## Kislemezek
| Év   | Szám                        |
| ---- | --------------------------- |
| 2009 | 5 Star Remix                |
| 2009 | BedRock                     |
| 2010 | Up Out My Face              |
| 2010 | My Chick Bad                |
| 2010 | Lil Freak                   |
| 2010 | Get It All                  |
| 2010 | Roger That                  |
| 2010 | Massive Attack              |
| 2010 | Woohoo                      |
| 2010 | Your Love 2012 : TURN ME ON |
| 2010 | Check It Out                |
| 2010 | Monster                     |
| 2010 | Right Thru Me               |
| 2010 | I Ain't Thru                |
| 2010 | Raining Men                 |
| 2010 | Moment 4 Life               |
| 2011 | Roman's Revenge             |
| 2011 | The Creep                   |
| 2011 | Did It On'em                |
| 2011 | Girls Fall Like Dominoes    |
| 2011 | Where Them Girls At         |
| 2011 | Super Bass                  |
| 2011 | Fly                         |

## Díjak és jelölések
- 2008 Underground Music Awards
  - Az év női előadója[10]
- 2010 BET Awards[28]
  - Legjobb női hiphop-előadó
  - Legjobb új előadó
  - Legjobb együttes (Young Money)
  - Legjobb új előadó (Young Money) (jelölés)
  - Nézők kedvence BedRock (Young Money feat. Lloyd) (jelölés)
- 2010 Teen Choice Awards[29]
  - Legjobb új női előadó (jelölés)
- 2010 MTV Video Music Awards[forrás?]
  - Legjobb új előadó Massive Attack (feat. Sean Garrett) (jelölés)
- 2010 BET Hip Hop Awards
  - Rookie of the Year
  - Made You Look
  - People's Champ
  - Hustler of the Year (jelölés)
  - Lyricist of the Year (jelölés)
- 2010 MOBO Awards
  - Legjobb nemzetközi előadó[30] (jelölés)
- 2012 Billboard Music Award
  - Legjobb streamelt dal
- 2012 Bravo Otto
  - Super Rapper
- 2015 Bravo Otto
  - Super Rapper
- 2015 Teen Choice Awards
  - Legjobb R&B/hip-hop előadó